# Cremocarpon
Cremocarpon es un género con 10 especies de plantas con flores perteneciente a la familia Rubiaceae. se encuentra en las Islas Comoras y Madagascar.

## Especies
- Cremocarpon bernieri
- Cremocarpon boivinianum
- Cremocarpon fissicorne
- Cremocarpon floribundum
- Cremocarpon lantzii
- Cremocarpon pulchristipulum
- Cremocarpon rupicola
- Cremocarpon sessilifolium
- Cremocarpon tenuifolium
- Cremocarpon trichanthum